# Okubo Takuo
Ōkubo Takuo (大久保 択生 Ōkubo Takuo, sinh ngày 18 tháng 9 năm 1989 ở Tokyo) là một cầu thủ bóng đá người Nhật Bản hiện tại thi đấu cho FC Tokyo.

## Thống kê câu lạc bộ
Cập nhật đến ngày 23 tháng 2 năm 2017.
| Câu lạc bộ       | Mùa giải | Giải vô địch | Giải vô địch | Cúp Hoàng đế Nhật Bản | Cúp Hoàng đế Nhật Bản | Tổng cộng | Tổng cộng |
| Câu lạc bộ       | Mùa giải | Số trận      | Bàn thắng    | Số trận               | Bàn thắng             | Số trận   | Bàn thắng |
| ---------------- | -------- | ------------ | ------------ | --------------------- | --------------------- | --------- | --------- |
| Yokohama FC      | 2008     | 0            | 0            | 0                     | 0                     | 0         | 0         |
| Yokohama FC      | 2009     | 33           | 0            | 2                     | 0                     | 35        | 0         |
| Yokohama FC      | 2010     | 7            | 0            | 0                     | 0                     | 7         | 0         |
| JEF United Chiba | 2011     | 0            | 0            | 1                     | 0                     | 1         | 0         |
| JEF United Chiba | 2012     | 0            | 0            | 1                     | 0                     | 1         | 0         |
| JEF United Chiba | 2013     | 0            | 0            | 1                     | 0                     | 1         | 0         |
| V-Varen Nagasaki | 2014     | 23           | 0            | 2                     | 0                     | 25        | 0         |
| V-Varen Nagasaki | 2015     | 31           | 0            | 1                     | 0                     | 32        | 0         |
| V-Varen Nagasaki | 2016     | 42           | 0            | 1                     | 0                     | 43        | 0         |
| Tổng             | Tổng     | 136          | 0            | 9                     | 0                     | 145       | 0         |